# Diablo III
Diablo III és un videojoc de rol d'acció, desenvolupat per Blizzard Entertainment. Aquesta és la continuació de Diablo II i la tercera part de la sèrie que va ser creada per la companyia nord-americana Blizzard. La seva temàtica és de fantasia fosca i terrorífica. La seva aparició va ser anunciada el 28 de juny de 2008 al Blizzard Entertainment Worldwide Invitational a París. Blizzard va anunciar que el llançament es realitzaria el 15 de maig de 2012.4 Va ser un dels llançaments més importants d'un videojoc en la història, venent una xifra de 3.5 milions de còpies en 24 hores i 6. milions en una setmana. La seva seqüela Diablo IV es va anunciar el 2019.

## Jugabilitat
Diablo III és un RPG d'acció amb un estil similar al seu predecessor, Diablo II, mentre que manté molt pocs elements del Diablo original. Diablo III s'enfoca en el joc cooperatiu o en equip. En la manera cooperativa multijugador les partides tenen una capacitat màxima de 4 jugadors, a diferència del Diablo II que és de 8; Blizzard va donar com a explicació després de múltiples proves que 4 jugadors seria el nombre "perfecte" doncs faria que el joc fos més eficient i més clar. La companyia en un principi va utilitzar el motor Havok per tal d'obtenir un major realisme, que més tard va confirmar que no faria servir. Els desenvolupadors van estar buscant que el joc corregués en un ampli rang de sistemes, i han dit que DirectX 10 no és necessari. Es va llançar per a Windows i Mac OS X.